# Durif
La durif es una variedad de uva de vino tinto que crece sobre todo en Australia, California, Francia e Israel. Desde finales del siglo XX se usa también para la vinificación en el Estado de Washington, el valle del río Yakima, Maryland, Arizona, Virginia Occidental, Chile, la península de Baja California mexicana y la península de Niágara de Ontario. Es conocida en Estados Unidos e Israel como petite sirah. El 90% del vino californiano de esta uva está etiquetado como "petite sirah"; la Oficina de Alcohol, Tabaco, Armas de Fuego y Explosivos (Bureau of Alcohol, Tobacco, Fireams and Explosives, AFT) de EE. UU. reconoce a durif y a petite sirah como sinónimos.
Produce vinos tánicos, con sabores picantes y a ciruela. La uva se originó de un cruce cuando una vid peloursin fue polinizada con polen de una vid de syrah. En algunas ocasiones la peloursin y la syrah han sido llamadas petite sirah, porque normalmente ambas variedades son muy difíciles de distinguir cuando tienen una avanzada edad.

## Historia
En la década de 1860 el botánico francés François Durif mantuvo un invernadero con varias variedades de vides en la localidad de Tullins. Él tenía plantadas, sobre todo, vides de peloursin y de syrah. En un momento dado, las dos vides fueron polinizadas y Durif descrubió una nueva variedad de uva en su invernadero. En 1868 el amplógrafo Víctor Pulliat la identificó como plant du Rif (posteriormente durif).
Su perfil de ADN, investigado por la Universidad de California en Davis en 1997, concluyó que la syrah fuese identificada como la fuente del polen que originó el cruce con las flores de peloursin. La alta resistencia de esta uva al mildiú fomentó su cultivo a principios del siglo XX en áreas como Isère y Ardèche, aunque la calidad relativamente baja del vino resultante hizo que perdiese el favor de las autoridades locales. Hoy casi no existe en Francia.

## Producción regional
Australia y California son los dos productores líderes de durif en la actualidad. La uva también se puede encontrar en Israel, Brasil, Argentina, Chile y México.

### Australia
Identificadas a partir de 1997, las antiguas plantaciones de durif han continuado siendo usadas para producir el popular vino de Rutherglen, en la región australiana de Victoria. La durif crece ahora en otras regiones vinícolas de Austrialia, como Riverina y Riverland, con unos 740 km² de cultivos en el año 2000.

### Estados Unidos

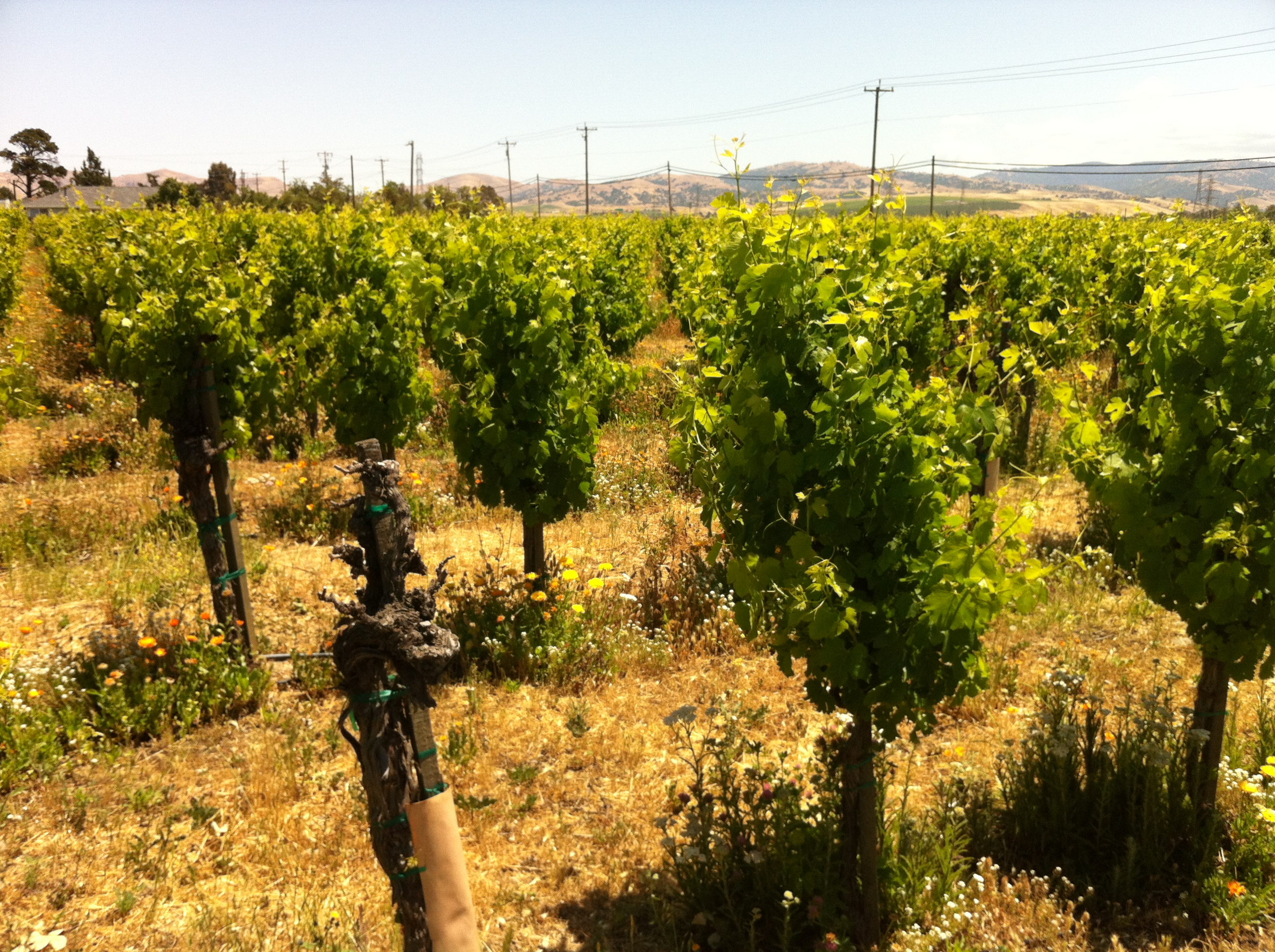
Plantaciones de petite sirah en los viñedos de Concannon, valle Livermore, California.

La huella de ADN ha mostrado que la mayoría de las plantaciones de petite sirah en California son actualmente de durif. En algunos viñedos la durif está mezlcada con otras variedades, como la mondeuse noire, que son etiquetadas también como petite sirah. La plantaciones de esta vid son comunes en los condados de Lake, Mendocino, Sonoma, Monterey y San Joaquín. 
Además de producirse con ella vino varietal, la uva es mezclada a veces con zinfadel. En años en los que la lluvia intensa o el exceso de sol han mermado la calidad o los rendimientos de la cabernet sauvignon o de la pinot noir, la petite sirah puede ser usada como variedad de mezcla para producir un vino más fuerte. La edad media de las vides de petite sirah tiende a ser más grande de la de muchas vides californianas.
En diciembre de 2007, la Oficina de Impuestos y Comercio de Alcohol y Tabaco (Alcohol and Tobacco Tax and Trade Bureau, TTB) introdujo a la petite sirah y a la durif en la lista 27 CFR § 4.91 y dio su aprobación a la variedad para su uso en la elaboración de vinos americanos, pero no consideró los dos nombres sinónimos. Esto significa que los productores estadounidenses pueden producir vino de durif, pero no etiquetarlo como petite sirah, y viceversa. La AFT prppuso que se reconociesen como sinónimos en la proposición reglamentaria 941 (Notice of Proposed Rulemaking No. 941), publicada en el Registro Federal el 10 de abril de 2002, pero la decisión recogida en la RIN 1513–AA32 (formalmente RIN 1512-AC65) lo ha puesto indefinidamente, seguramente porque la nueva regulación está condicionada por la disputa comercial para que el TTB reconozca "primitivo" como sinónimo de zinfadel.
Aunque no es ninguna de las uvas enmarcadas oficialmente en la Appellation d'Origine Contrôlée (AOC) Côtes du Rhône, la relación entre la petita sirah y la durif provocó que el movimiento de los Rhone Ranges de California la añadiese a sus listas de vinos en 2002.

### Israel

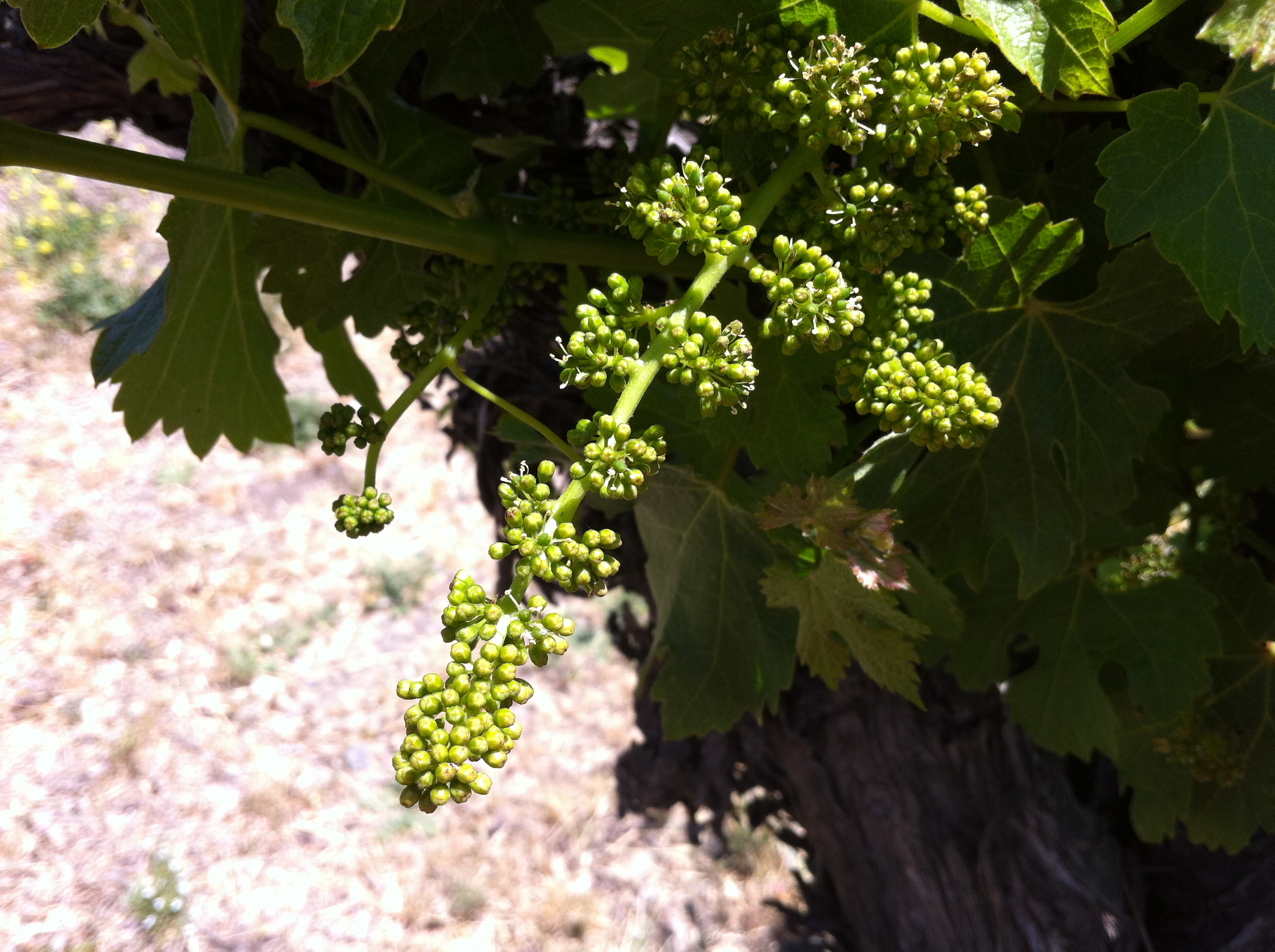
Vid petite sirah/durif en flor.

En Israel, la petite sirah tiene una historia similar a la de California. Históricamente ha sido usada como uva de mezcla para añadir cuerpo a vinos inferiores. En cualquier caso, la petite sirah ha experimentado recientemente un renacimiento, tanto en mezclas como en vinos varietales. El científico de la Universidad de California en Davis Ya'ir Margalit, familiarizado con la uva a raíz de su estancia en California, mostró que la petite sirah no precisaba ser relegada al vino de garrafa cuando mezcó pequeñas cantidades con cabernet sauvignon. Al apreciar que la petite sirah podía crece bien en el terruño israelí, bodegas como Lewis Pasco, fundadora de las bodegas Recanati, mezcaron la uva petit sirah con la zinfadel, mientras que otras bodegas, como Sea Horse, Carmel, Tishbi y Vitkin, han producido vinos varietales de petite sirah además de usarla también para vinos de mezcla.

## Petite sirah y petite syrah
La petite sirah es confudida a veces con petita syrah, que ha designado históricamente a un clon de la uva syrah entre los agricultores del Ródano.
En California, los viticultores inmigrantes introdujeron la syrah en 1878 y usaban la denominación petite syrah para referirse a los rendimientos más bajos que producían las vides en California. La actual petite sirah (durif) fue introducida en 1884.

## Viticultura

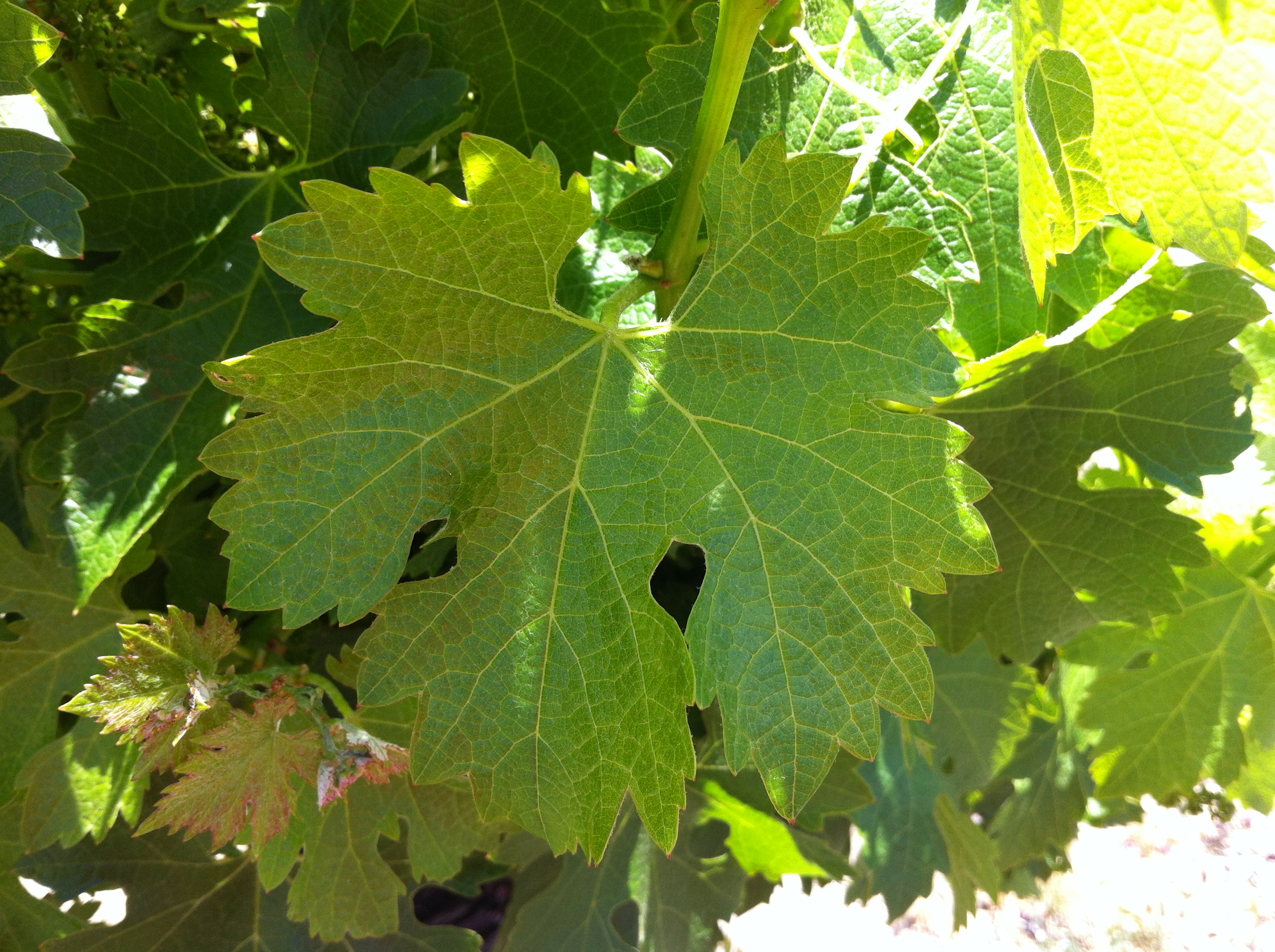
Hojas de vid durif.

La palabra "petite" (pequeño, en francés) en el nombre se refiere al tamaño de las uvas y no al tamaño de la vid, que es particularmente vigorosa. Las hojas son grandes, con un color verde claro en la parte superior y un verde pálido en el envés. Las uvas están muy apretadas en el racimo, por lo que son susceptibles a la putrefacción en ambientes muy lluviosos. Las pequeñas uvas tienen mucha piel con respecto a su zumo, lo que produce vinos muy tánicos si el zumo pasa un largo periodo de maceración. Si se almacena en barricas de roble nuevas, el vino puede desarrollar un aroma a chocolate fundido.
En el siglo XX, los ampelógrafos Louis Levadoux y (décadas después) Linda Bisson categorizaron a la durif como una miembro del eco-geogroup pelorsien, junto con las siguientes variedades: bia blanc, béclan, dureza, exbrayat, jacquère, joubertin, mondeuse blanche, peloursin, servanin y verdesse.

## Vinos
La petite sirah produce vinos de color muy oscuro que son relativamente ácidos, con una textura firme. El buqué tiene tonos herbales y a pimienta negra, y normalmente ofrcen sabores a frutos azules, frutos negros, ciruelas y, especialmente, arándanos. En comparación con el de syrah, el vino tiene colores más oscuros y púrpuras y, normalmente, son redondos en boca y completos, y ofrecen una brillantez de la que el vino de syrah carece. Los vinos son muy tánicos, con una capacidad de crianza que puede superar los 20 años en la botella. El vino de petite sirah puede tener un sabor breve, es decir, que el sabor no se detiene en la boca, y la mezcla con otra uva puede añadir más longitud y elegancia, aunque puede emporarlo ante el paladar medio.